# Kanton Cherbourg-en-Cotentin-4
Der Kanton Cherbourg-en-Cotentin-4 (früher Équeurdreville-Hainneville) ist seit 1973 ein französischer Wahlkreis im Arrondissement Cherbourg, im Département Manche und in der Region Normandie. Hauptort ist Cherbourg-en-Cotentin.
Der Kanton Équeurdreville-Hainneville hatte zum 1. Januar 2022 15.780 Einwohner.

## Gemeinden
Zum Kanton Cherbourg-en-Cotentin-4 gehört seit der landesweiten Neuordnung die ehemalige Gemeinde Équeurdreville-Hainneville:
Bis zur Neuordnung bestand der Kanton Équeurdreville-Hainneville aus den 6 Gemeinden Équeurdreville-Hainneville, Nouainville, Querqueville, Sideville, Teurthéville-Hague und Virandeville. Sein Zuschnitt entsprach einer Fläche von 50,78 km2.

## Veränderungen im Gemeindebestand seit der landesweiten Neuordnung der Kantone
2016: Fusion Cherbourg-Octeville (Kanton Cherbourg-Octeville-1,2,3), Équeurdreville-Hainneville, La Glacerie (Kanton Cherbourg-Octeville-2), Querqueville (Kanton La Hague) und Tourlaville (Kanton Tourlaville) → Cherbourg-en-Cotentin